# Undina (Chaikovski)
Undina (en ruso: Ундина) es una ópera en tres actos de Piotr Ilich Chaikovski. La obra fue compuesta en 1869 a partir de un libreto escrito por Vladimir Sollogub elaborado sobre la novela “Undine” escrita en 1811 por Friedrich de la Motte Fouqué. El propio Chaikovski la destruyó parcialmente tras ser rechazada por el Teatro Mariinski.
El tema de Undina es utilizado en múltiples ocasiones como fuente de inspiración para diversas expresiones de arte como óperas (no solo de Chaikovski, sino también de Christian Friedrich Johann Girschner (1830) o Antonín Dvořák (1901); ballets, de Cesare Pugni (1843) o libros, de Jean Giraudoux (1939).

## Historia
Esta ópera fue compuesta durante los meses de enero a julio de 1869, aunque la partitura de Chaikovski fue destruida (parece ser que por el propio compositor) en 1873, conservándose solo ciertas porciones de la obra. Esta nunca se ha editado en su totalidad.
Los extractos que sobrevivieron en los diversos actos son:
- I (Introducción),
- II (Aria de la cascada, el arroyuelo y mi hermano),
- III (Coro ¡Ayuda, ayuda!, Nuestra corriente es furiosa),
- IV (Duetos de Undina y Huldbrand O Felicidad, benditos momentos)
- V (Coro Oh, horas de muerte)

Por lo menos tres de estas piezas –el aria, el dueto y el coro final- se estrenaron en el Teatro Bolshói de Moscú el 28 de marzo de 1870. Chaikovski reutilizó algunos fragmentos musicales de esta ópera en algunas de sus obras:
- La procesión nupcial del III Acto en su Andantino Marziale de su 2ª Sinfonía (1872).
- La introducción fue utilizada sin cambios en su música incidental La Doncella de nieve (1873).
- El dueto se recicló en el Acto II de El lago de los cisnes (1875-76).

## Roles
Estreno: 28 de marzo de 1870 (Director: Eduard Merten) 
- Goldmann, un viejo pescador, bajo.
- Bertha, su esposa, mezzo-soprano.
- Undina, su hija adoptiva, soprano.
- Huldbrand, un caballero, tenor.
- Aleksandr Dodonov, El Duque, bajo.
- Berthalda, la hija del Duque, mezzo-soprano.

## Instrumentación
- Cuerdas: violines, violas, violonchelos y contrabajos.
- Madera: flautín, dos flautas, dos oboes, dos clarinetes (si♭) y dos fagotes.
- Metales: cuatro trompas (en fa), dos trompetas (si♭), dos trombones y tuba.
- Percusión: timbales, triángulo, platillos, bombo.
- Otros: arpa y piano.

## Sinopsis
- Datación: siglo XV.
- Lugar: Alemania, cerca del Danubio, en el Castillo Ringstetten.